# Masso
Pour les articles homonymes, voir Masso (homonymie).
Masso est une localité située dans le département et la commune rurale de Solenzo de la province des Banwa dans la région de la Boucle du Mouhoun au Burkina Faso.

## Démographie
| 2003  | 2006  | 2012 |
| ----- | ----- | ---- |
| 2 465 | 2 124 | -    |